# Mormonia dionyza
Mormonia dionyza là một loài bướm đêm trong họ Noctuidae.